# 建筑设计

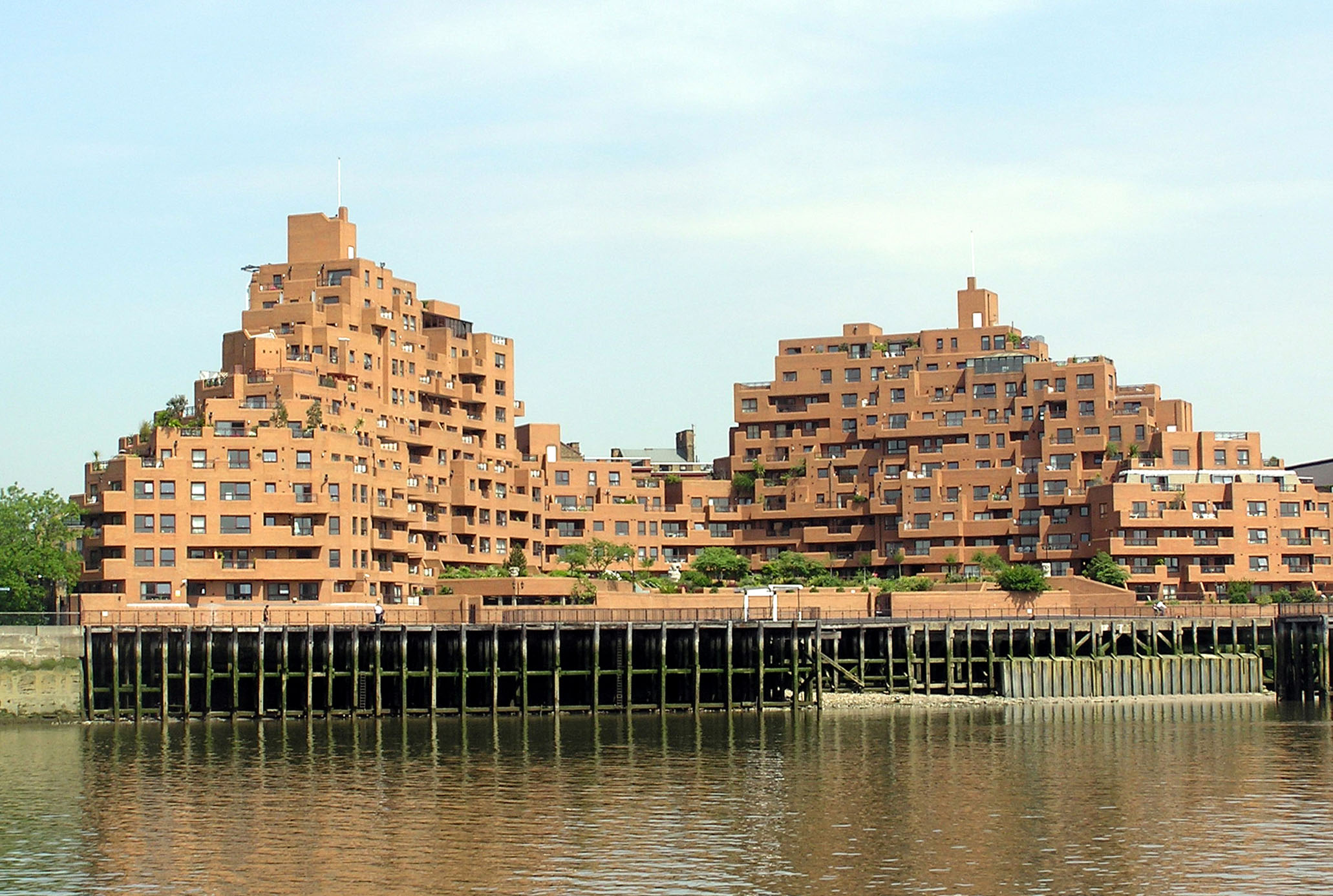
英國的一个解構主義建筑

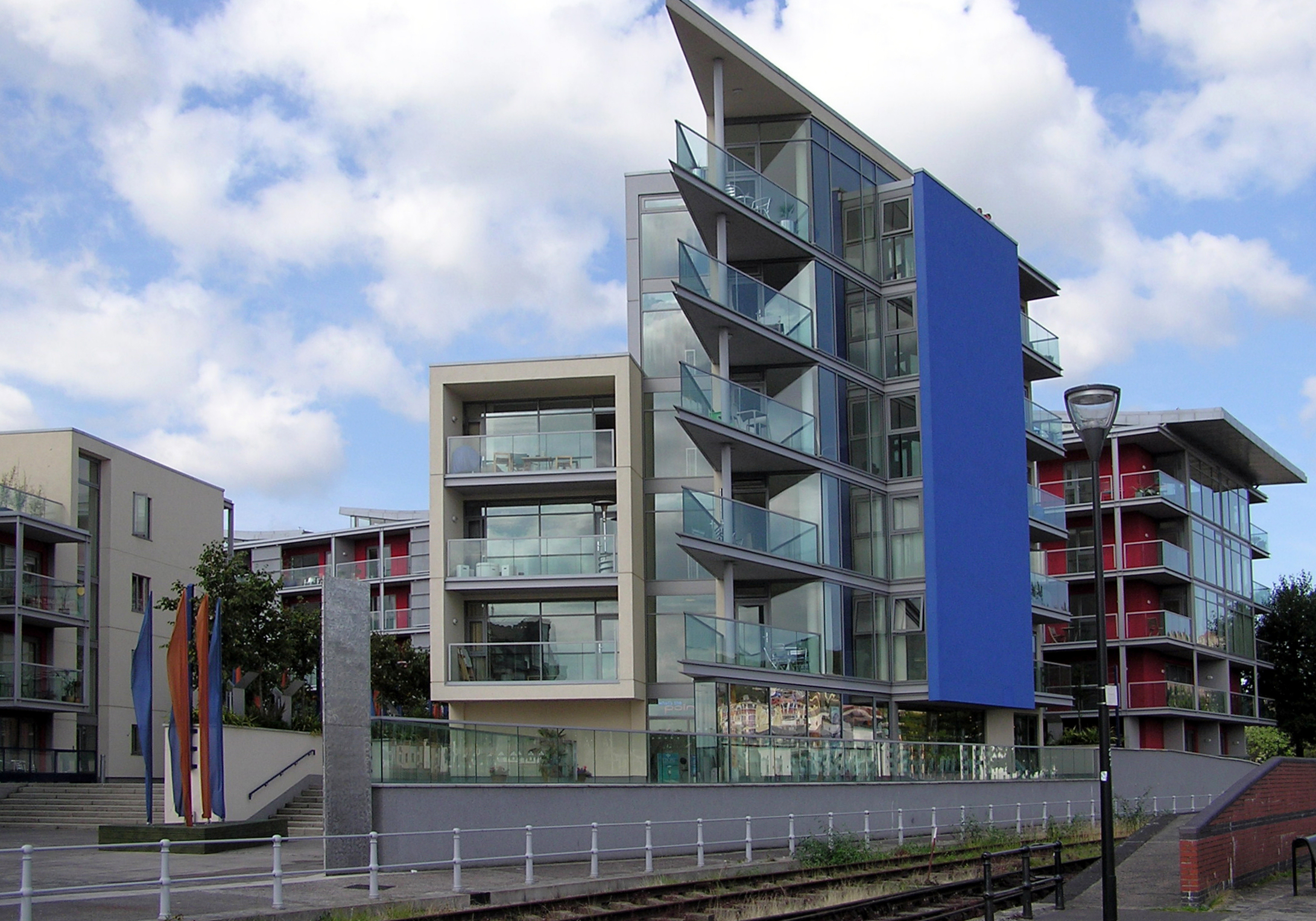
英國的一棟三角設計公寓

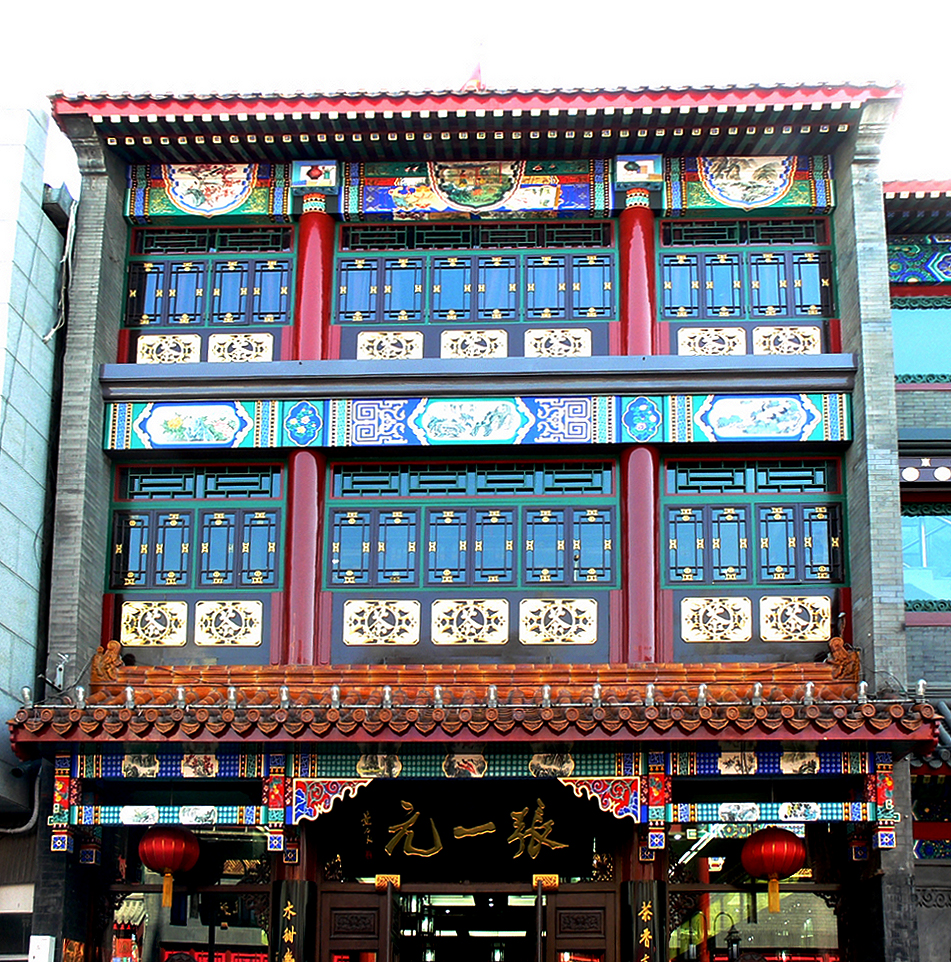
北京一棟融合傳統和現代的設計

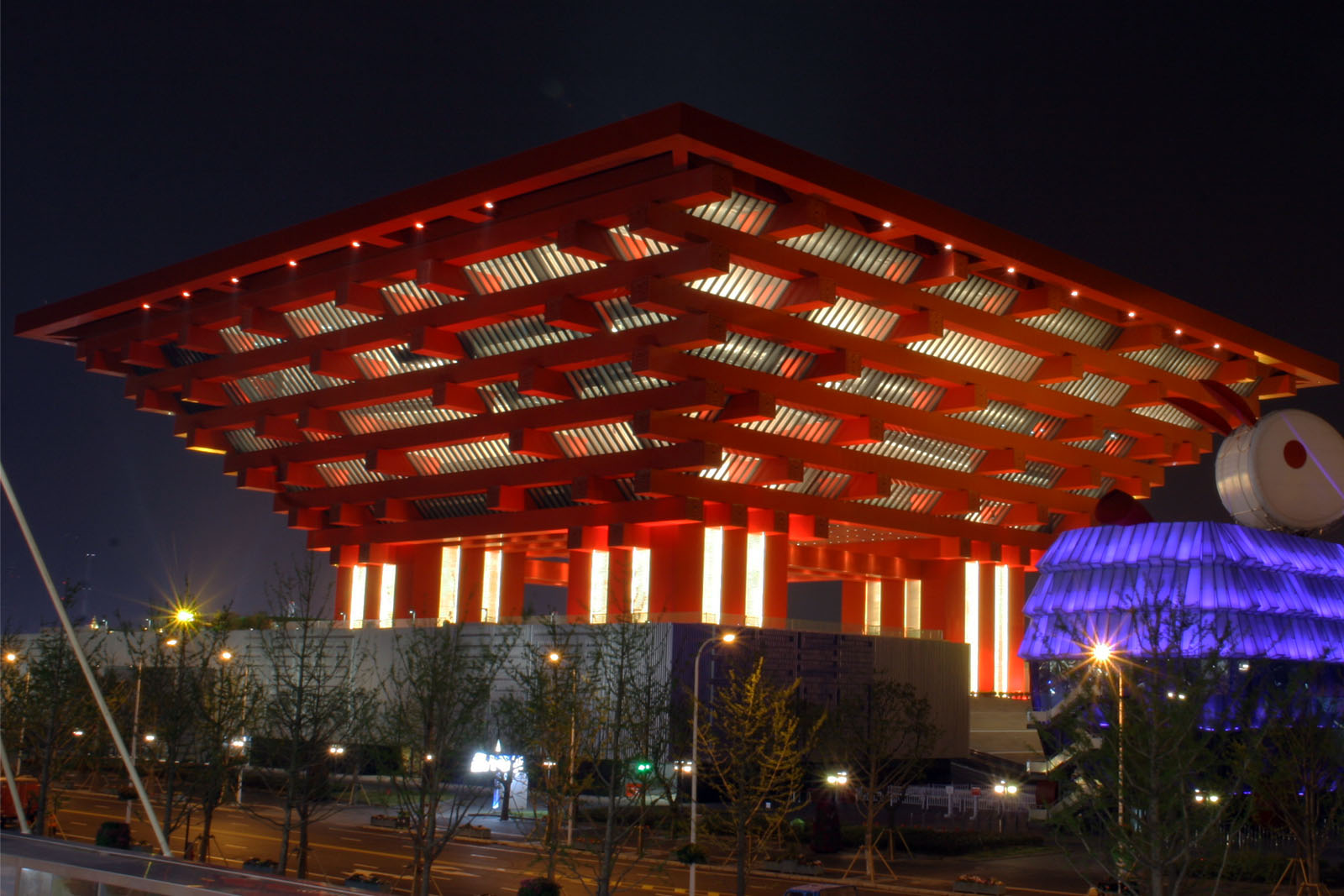
上海世博中國館的設計

建筑设计（英語：Building design）是指为满足特定建築物的建造目的而进行的设计，包括环境角色、建筑功能、视觉感受等具体内容。建筑设计还要考虑所建位置的历史、文化文脉，景观环境等因素，使建筑成为在技术、经济等方面可行的条件下形成能够成为审美对象或具有象徵意義的产物。

## 建築設計的阶段
- 按设计的深度分，一般循序为方案设计（Schematic Design）、初步设计（Design Development）、施工設計（Construction Design）等大的阶段。而在不同阶段，又可有不同增减、分划，比如在方案设计之前可划出建筑策划、概念设计等；在初步设计阶段，若建筑物复杂，可有扩大初步设计（或简称为扩初）；在施工图设计阶段，可划出細部設計。在完成整个流程设计之后可以制作建筑模型图成型。

## 相關的領域
建築设计内容可歸納細分為：
1. 設計文本：由設計師發想的創意過程，通常藉由設計師的邏輯及經驗作創意的展開，在研究的領域內設計方法或建築史也都是建築設計必須學習的。
2. 技術性的設計：包含建筑结构设计、建筑物理设计（建筑声学设计、建筑光学设计、建筑热学设计）、建筑设备设计（建筑给排水设计、 建筑供暖、通风、空调设计、建筑电气设计）等。
3. 外部空間的規劃：可將空間擴大範圍到都市計劃、都市設計、敷地計畫、景观设计等領域。
4. 內部空間的設計：包含合理的空間規划及室內裝修、室內建築計畫。
5. 综合的设计：包括标识设计、建筑物亮化设计、艺术设计、安防设计、停车管理设计、橱窗设计等领域。

早期的建築設計，不管中外其實都是結合雕塑、工學、營造、符號學甚至神學或神秘學的各領域，所以早期的建築師都被視作才智者或哲學家，具有崇高的地位，直到近代才開始有各種專業的分工。

## 著名的建築師
- 達文西（Leonardo da Vinci）
- 帕拉底歐（Andrea Palladio）
- 勒·柯布西耶（Le Corbusier）
- 弗兰克·劳埃德·赖特（Frank Lloyd Wright）
- 格罗庇乌兹（Walter Gropius）
- 密斯·范·德罗（Ludwig Mies van der Rohe）
- 路易·康（Louis Isadore Kahn）
- 貝聿銘（I. M. Pei）
- 安藤忠雄（Tadao Ando）
- 扎哈·哈迪德（Zaha Hadid）
- 丹下健三（Kenzō Tange）
- 雷姆·库哈斯（Rem Koolhaas）
- 弗萊·奧托（Frei Paul Otto）

## 著名的事務所
建筑设计作为建筑业的一个重要环节，产生了专业从事建筑设计的公司，以设计大型公建项目为主的商业综合建筑设计公司，如SOM、KPF、HOK等，更多的则是由著名建筑师个人开设的建筑设计事务所。其他以設計著名的事務所還有：OMA、諾曼·福斯特、扎哈·哈迪德等。

## 著名的建築獎項
- 普立茲克獎
- AIA Gold Medal
- The AAP Architecture Prize